# Haus zum Ritter (Freiburg im Breisgau)

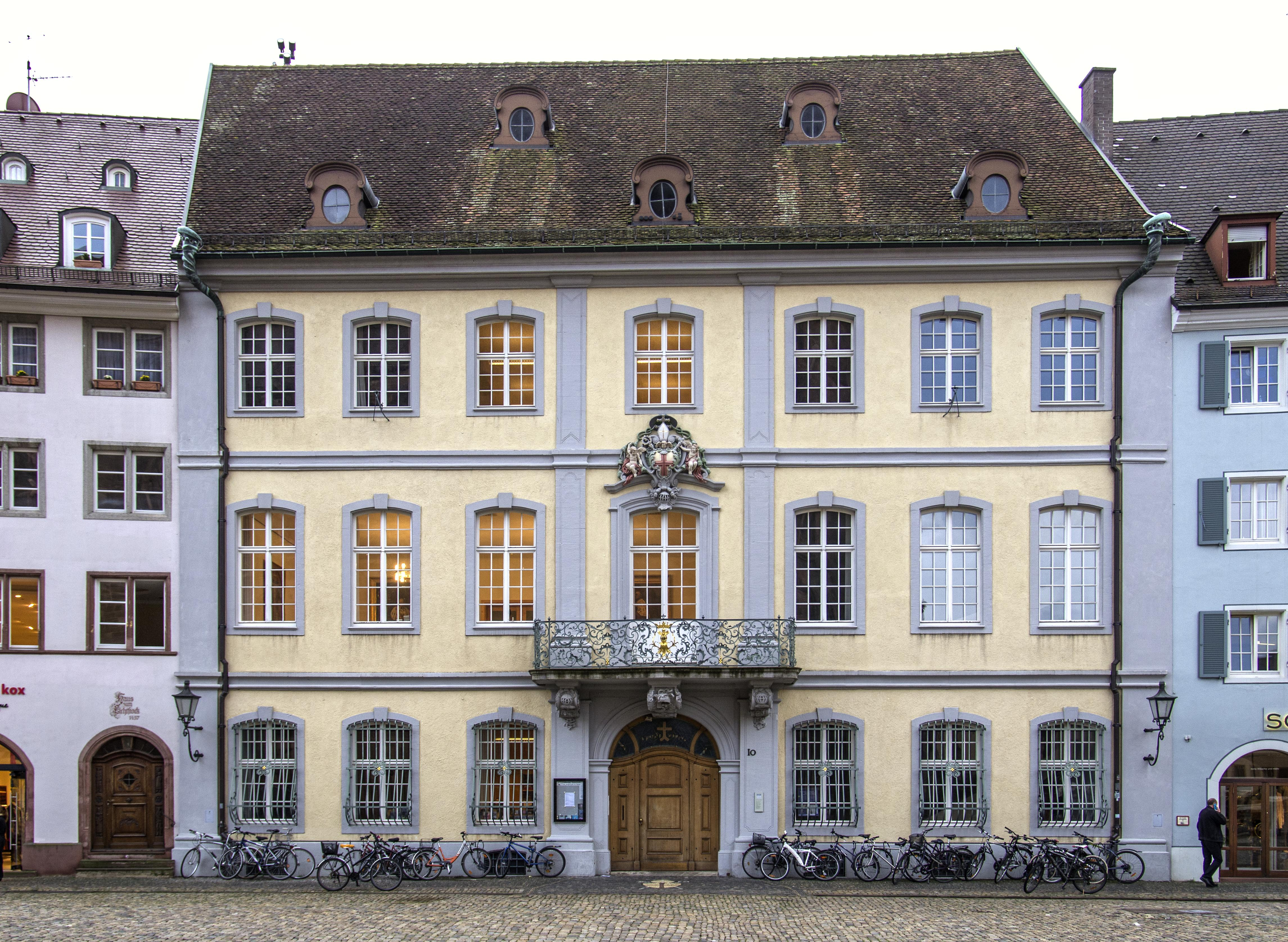
Das Haus zum Ritter, heute Domsingschule gegenüber dem Freiburger Münster

Das Haus zum Ritter, später  Erzbischöfliches Palais, heute Domsingschule ist ein repräsentatives Stadthaus in Freiburg im Breisgau.
Das Haus zum Ritter wurde 1756 durch Johann Jacob Fechter als Gesellschafts- und Versammlungshaus für die vorderösterreichische Ritterschaft des Breisgaus bzw. den Adelsstand, die Anteil an dem Breisgauer Landstand hatten, in Freiburg im Breisgau auf der Südseite des Münsterplatzes, im Auftrag des damaligen Präsidenten Ferdinand Sebastian von Sickingen-Hohenburg an der Stelle eines mittelalterlichen Vorgängerbaues erbaut.
Ab 1766 wurde das Haus als Versammlungsort der Landstände genutzt. Nach der Aufhebung der Standesherrschaft ab 1806 befand sich hier bis 1824 das großherzogliche Hofgericht. 1832 wurde es durch die Neueinrichtung (1821) des Erzbistums Freiburg zur Residenz des Erzbischofs von Freiburg und damit Erzbischöfliches Palais. Nach einer erneuten Renovierung 1995/96 ist es seither Domsingschule und Sitz der Freiburger Domsingknaben.
Bei der Bombardierung Freiburgs 1944 brannte das Haus zum Ritter völlig aus. Der Wiederaufbau am Anfang der 1950er Jahre orientierte sich an der im 19. Jahrhundert veränderten Struktur des Hauses.